# Francesco Aventi
Francesco Aventi (o, secondo alcune fonti, Avventi) (Ferrara, 28 febbraio 1779 – Ferrara, 6 febbraio 1858) è stato un letterato, librettista e musicista italiano.
Discendente da famiglia nobile, il conte Aventi seguì inizialmente la carriera militare fino al grado di colonnello, ma in seguito si dedicò all'attività teatrale, divenendo direttore del Teatro Comunale di Ferrara. In questo ambito scrisse alcuni libretti d'opera. Tra questi, Voglia di dote e non di moglie, dramma giocoso musicato da Carlo Coccia (1809) e La caduta di Fetonte, cantata a tre voci con cori e musiche di Antonio Ronzi (1830). La sua collaborazione più importante come librettista fu quella con Gioachino Rossini, per il quale scrisse il melodramma Ciro in Babilonia (1812) e la cantata La gratitudine (1815).
Nel 1819 fu la volta di Partenope ed Eridano, cantata con cori della quale Aventi scrisse sia il libretto che la musica. Successivamente, Aventi dedicò alla storia dell'arte pubblicando Il servitore di piazza. Guida per Ferrara (1838), Descrizione dei dipinti di Cosimo Turra detto Cosmè ultimamente scoperti nel Palazzo Schifanoja in Ferrara (1840) e Libro per tutti. Ossia raccolta di insegnamenti e scoperte utili alla conservazione ai comodi ed ai piaceri della vita per la prima volta in un sol libro riuniti... (1841). In quest'ultimo, tra l'altro, forniva al lettore varie ricette per rimettere il colorito de' quadri o per ripulirli.
Circa gli affreschi del Salone dei Mesi a Palazzo Schifanoia, lo stesso Aventi partecipò alla rimozione della scialbatura che li ricopriva e, avendo un interesse alla tecnica artistica e al collezionismo d'arte, costituì una collezione di oltre duecento dipinti nel suo palazzo ferrarese, ubicato dinanzi al Chiesa di San Maurelio.
Ulteriore interesse di Aventi fu quello per la letteratura dialettale, componendo il poemetto Viazz d'Lasagnin da Milzana.
Aventi sposò la contessa Eleonora Gnoli ed ebbe i figli Clotilde e Ildefonso; quest'ultimo gli premorì nel 1857.